# Numenius
Numenius é um género de aves da família Scolopacidae. O grupo inclui oito espécies de maçaricos.
Os maçaricos do género Numenius são característicos pelo seu bico longo, fino e curvado para baixo. A plumagem é em tons de castanho para todas as espécies e não se altera com as estações. As espécies do género Limosa são parecidas, mas distinguem-se pelo bico direito. São aves migratórias.
Estas aves alimentam-se de invertebrados, que pescam em zonas lamacentas e pantanosas.
O grupo inclui uma espécie em perigo crítico de extinção: maçarico-esquimó, Esta já é considerada extinta por alguns autores, e uma espécie extinta: Maçarico-de-Bico-Fino, que foi considerado extinta em novembro de 2024.

## Espécies
- Maçarico-anão, Numenius minutus[3]
- Maçarico-esquimó, Numenius borealis[4]
- Maçarico-galego, Numenius phaeopus[5]
- Maçarico-de-coxas-arrepiadas, Numenius tahitiensis[6]
- Maçarico-de-bico-fino, Numenius tenuirostris[7]
- Maçarico-real, Numenius arquata[8]
- Maçarico-de-Bico-Comprido, Numenius americanus[9]
- Maçarico-siberiano, Numenius madagascariensis[10]